# Orestes Júnior Alves
Orestes Júnior Alves (Lavras, 1981. március 24. –), egyszerűen Orestes, brazil labdarúgóhátvéd.